# کراسنیی لوچ
کریستال (به روسی: Хрустальний) شهری در استان لوهانسک در کشور اوکراین است. جمعیت این شهر ۷۹,۷۶۴ نفر (۲۰۲۱ تخمینی) است.